# 비짜루과
비짜루과(---科, 학명: Asparagaceae 아스파라가케아이[*])는 비짜루목의 과이다. 아스파라거스과(asparagus科)로도 알려져 있다. 이 과는 상당수의 분류학자들에 의해서는 인정되었으나, 보편적으로 인정된 것은 아니었다. 때로는 백합과에 속하는 것으로 취급되기도 하였다. 아스파라거스와 천문동, 맥문동, 비짜루 등을 포함하고 있다.
2003년의 APG II 분류 체계 또한 이 과를 인정하고, 외떡잎식물군의 비짜루목에 분류하였다. APG II 분류 체계는 이 과의 범위에 대해 두 가지 선택 사항을 허용했다.

## 하위 분류
- 놀리나아과(Nolinoideae Burnett)
- 로만드라아과(Lomandroideae Thorne & Reveal)
- 무릇아과(Scilloideae Burnett)
- 브로디아아과(Brodiaeoideae Traub)
- 비짜루아과(Asparagoideae Burmeist.)
- 아필란테스아과(Aphyllanthoideae Lindl.)
- 용설란아과(Agavoideae Herb.)